# چارلز کترینگ
چارلز کترینگ (انگلیسی: Charles F. Kettering; ۲۹ اوت ۱۸۷۶ – ۲۵ نوامبر ۱۹۵۸ (۸۲ سال)) مهندس کارآفرین مخترع اهل ایالات متحده آمریکا بود. وی همچنین برندهٔ جوایزی همچون مدال ادیسون انجمن مهندسان برق و الکترونیک شده است.